# Czworak (budynek)

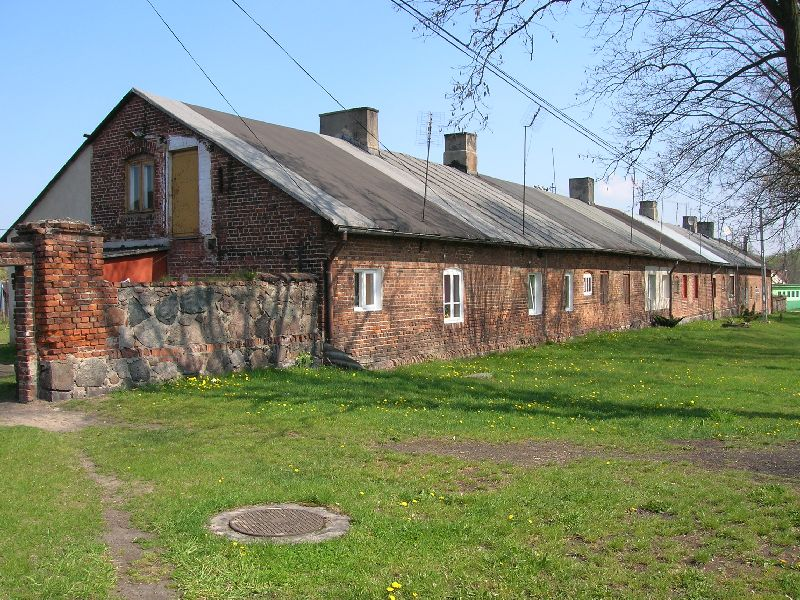
Czworaki w Bratoszewicach

Czworak – budynek mieszkalny o czterech mieszkaniach, z których każde ma osobne wejście z zewnątrz, wchodzący w skład zespołu zabudowań dworskich lub folwarcznych. Przeznaczony zazwyczaj dla służby folwarcznej lub sezonowych robotników rolnych.
Analogicznie nazywane były dwojaki (dwa mieszkania), sześcioraki (sześć mieszkań) lub ośmioraki (osiem mieszkań).